# Johann Adolf Scheibe
Johann Adolf Scheibe (ur. 5 maja 1708 w Lipsku, zm. 22 kwietnia 1776 w Kopenhadze)  – niemiecki kompozytor epoki późnego baroku, tworzący przez większość życia w Danii. Jako wydawca pisma „Der critische Musikus” był też jednym z pierwszych stale publikujących krytyków muzycznych.

## Życiorys

### 1708–1740
Jego ojcem był lipski budowniczy organów Johann Scheibe (1680-1748). W roku 1725 Johann - junior rozpoczął studia prawnicze i filozoficzne na uniwersytecie w tym mieście. Musiał jednak przerwać studia ponieważ sytuacja finansowa rodziny znacznie się pogorszyła. Został muzykiem i opanował dobrze organy i klawesyn. W 1729 nie udało mu się zostać kantorem kościoła i szkoły Św. Tomasza (był nim wtedy Johann Sebastian Bach), więc w latach 1730-1735 zarabiał jako nauczyciel muzyki.
W 1736 przeprowadził się do Hamburga, gdzie poznał tamtejszych kompozytorów. Zarówno Johanna Matthesona jak i Georga Telemanna. Podczas wyjazdów Telemanna, Scheibe zastępował go jako nauczyciel muzyki. Zachęcony przez Telemanna i Matthesona wydawał w latach 1737-1740 pismo zajmujące się krytyką muzyczną Der critische Musicus.
W roku 1739 Scheibe został kapelmistrzem margrabiego Friedricha Ernsta von Brandenburg-Kulmbach w jego posiadłości Friedrichsruhe, (w miejscowości Drage, nieopodal Itzehoe). Margrabia był namiestnikiem króla Danii w księstwach Szlezwiku i Holsztynu.

### 1740–1776
W 1740 roku, siostra Margrabiego, duńska Królowa Zofia Magdalena uczyniła go szefem duńskiej królewskiej orkiestry. Scheibe szybko został czołową postacią życia muzycznego Kopenhagi. Komponował dzieła wokalne (Passionsoratorium 1742, którego muzyka zaginęła) i instrumentalne. Współtworzył pierwsze duńskie towarzystwo muzyczne Det musikalske Societet, które w latach 1744-1749 organizowało publiczne koncerty.
Gdy zmarł król Chrystian VI Oldenburg w roku 1746, władzę objął Fryderyk V. Wpływy pietyzmu ustąpiły radości. W 1749 otwarto Det Kongelige Teater przy Kongens Nytorv w Kopenhadze, a także operę. Król lubił włoskie opery i francuskie opero-balety. Scheibe mocno krytykował włoską muzykę, więc został w roku 1748 zwolniony, a stanowisko nadwornego dyrygenta objął Paolo Scalabrini.
Scheibe przeniósł się do Sønderborga, gdzie znów został nauczycielem muzyki, a także tłumaczem duńskich dzieł literackich na język niemiecki. Utrzymywał jednak kontakty ze stołecznymi muzykami i skomponował ku czci królewskiego święta dzieło: Det musikalske Selskab.
Już od roku 1746 był członkiem kopenhaskiej loży Zorobabel. W roku 1749 opublikował zbiór masońskich melodii Neue Freymaurerlieder.
Prowadził orkiestrę wykonującą jego dzieła, dlatego bywał często w stolicy. Dopiero w 1762 osiadł w niej na stałe i mieszkał przez 14 lat, aż do śmierci.

## Spuścizna literacka
- Compendium musices theoretico-practicum, das ist Kurzer Begriff derer nöthigsten Compositions-Regeln, MS, D LEm, ok. 1730
- Der critische Musikus, I, Hamburg 1738, II, Hamburg 1740, I und II, Leipzig 1745
- Abhandlung vom Ursprunge und Alter der Musik, insonderheit der Vokalmusik, Altona und Flensburg 1754
- „Abhandlung über das Rezitativ“, in: Bibliothek der schönen Wissenschaften und freien Künste XI–XII, 1764–1765
- Über die musikalische Composition,
  - Erster Theil: Die Theorie der Melodie und Harmonie, Leipzig 1773
  - Zweyter Theil: Die Harmonie, oder Die Zusammensetzung der Töne an und für sich selbst, MS, DK Kk

## Poglądy Scheibego jako krytyka muzycznego
Scheibe uważał, że Johann Sebastian Bach i Georg Friedrich Händel byli największymi mistrzami muzyki na instrumenty klawiszowe; organy i klawesyn. "Koncert włoski" Bacha z (Italienisches Konzert - BWV 971) uważał za wzór dla instrumentalistów. Jeśli zaś chodzi o muzykę wokalną, Scheibe preferował tę, którą pisali Georg Philipp Telemann i Carl Heinrich Graun. W jego czasach to właśnie Telemann, Graun i Johann Adolf Hasse uchodzili za najlepszych kompozytorów. U Bacha Scheibe krytykował to, co raziło współczesnych: "sztuczność", "niejasny styl" i "przesadną wirtuozerię", "przeładowanie ozdobnikami i zbytnie skomplikowanie polifonii" a także to, że Bach nie pozostawiał soliście swobody doboru choćby niektórych ornamentów muzycznych.
Dlatego XIX-wieczni i dwudziestowieczni bacholodzy niejako zemścili się na Scheibe'm, nie wykazując zainteresowania dorobkiem kopenhaskiego kapelmistrza.

## Dzieła muzyczne Scheibego
(na podstawie materiału źródłowego )

### muzyka instrumentalna

#### koncerty
- Concerto a flauto traverso in A (1), flauto traverso, violino I-II, viola, violoncello, ISBN 87-88215-14-8
- Concerto a flauto traverso in A (2), flauto traverso, violino I-II, viola, basso, ISBN 87-88215-16-4
- Concerto a flauto dolce in B, für flauto dolce, violino I-II, viola, basso, ISBN 87-88215-18-0
- Concerto a flauto traverso in D (1), flauto traverso, violino I-II, viola, basso, ISBN 87-88215-20-2
- Concerto a flauto traverso in D (2), flauto traverso, violino I-II, viola, basso, ISBN 87-88215-22-9
- Concerto a flauto traverso in G, flauto traverso, violino I-II, viola, basso, ISBN 87-88215-24-5
- Concerto a hautbois d'amour in G, hautbois d'amour, violino I-II, basso (violoncello, cembalo), ISBN 87-88215-26-1
- Concerto a hautbois d'amour in h, hautbois d'amour, violino I-II, basso (violoncello, continuo), ISBN 87-88215-28-8
- Concerto a violino in h, verschollen
- Concerto a cembalo in a, cembalo obligato, violino I-II, viola, basso, melodia zaginiona
- Concerto a cembalo in F, cembalo obligato, violino I-II, viola, basso, melodia zaginiona
- Concerto a cembalo in G, cembalo obligato, flauto I-II, basso, melodia zaginiona
- Concerto a cembalo in h, cembalo obligato, flauto I-II, viola, basso, melodia zaginiona

### sinfonie
- Sinfonia a 16 in D, für clarino concertato, clarino II, principale, tympani, corno I-II, flauto traversiere obligato, flauto traversiere I-II, oboe I-II, violino I-II, viola, bassono & fondamento (cembalo), ISBN 87-88215-00-8
- Sinfonia a 6 in A, für flauto traverso I-II, violino I-II, viola, basso (violoncello & cembalo), ISBN 87-88215-02-4
- Sinfonia a 6 in C, für flauto traverso I-II, violino I-II, viola, basso (violoncello & cembalo), ISBN 87-88215-04-0
- Sinfonia a 6 in D, für flauto traverso I-II, violino I-II, viola, basso, verschollen
- Sinfonia a 5 in D, für flauto traverso, violino I-III, basso (continuo con becif.), ISBN 87-88215-06-7
- Sinfonia a 4 in A, Für violino I-II, viola, basso, ISBN 87-88215-08-3
- Sinfonia a 4 in a, verschollen
- Sinfonia a 4 in B (1), für violino I-II, alto viola, basso, ISBN 87-88215-10-5
- Sinfonia a 4 in B (2), für violino I-II, viola, basso, ISBN 87-88215-12-1
- Sinfonia a 4 in B (3), melodia zaginiona
- Sinfonia a 4 in c, melodia zaginiona
- Sinfonia a 4 in e, melodia zaginiona
- Sinfonia a 4 in G, melodia zaginiona
- Sinfonia a 4 in g, melodia zaginiona
- Sinfonia a 3 in F, für violino I-II, basso (continuo), melodia zaginiona

### sonaty

#### poczwórne
- Quadro in D (1), oboe, violino I-II, basso, verschollen
- Quadro in D (2), flauto, violino I-II, basso, verschollen
- Partita in D, flauto obligato, violino I-II, basso, verschollen

#### duety i tercety
- Sonata in A (1), cembalo obligato, flauto traverso/violino concertato, ISBN 87-88215-32-6
- Sonata in A (2), cembalo obligato con violino, verschollen
- Sonata in b, violino solo con basso, verschollen
- Sonata in c, violino solo con basso, verschollen
- Sonata in D, cembalo obligato con flauto traverso/violino concertato, ISBN 87-88215-34-2
- Sonata in d, violino I-II, basso, verschollen
- Sonata in d, violino solo con basso, verschollen
- Sonata in e, cembalo obligato con violino, verschollen
- Sonata in G (1), cembalo obligato con violino, verschollen
- Sonata in G (2), cembalo obligato con violino, verschollen
- Sonata in G (3), cembalo obligato con violino, verschollen
- Sonata in G (4), cembalo obligato con violino, verschollen
- Sonata in g, cembalo obligato con violino, verschollen
- Sonata in h, cembalo obligato con flauto traverso/violino concertato, ISBN 87-88215-36-9

#### solowe na klawesyn
- 7 sonate (A, B, C, E, F, G, g), für cembalo solo, ISBN 87-88215-38-5
- 7 parties (A, B, D, d, Es, G(1), G(2)), für cembalo solo, ISBN 87-88215-40-7
- Pieces de Conversation, für cembalo solo, ISBN 87-88215-42-3

#### solowe na organy
- 3 sonate (B, D, F) 2 manuali og pedal, ISBN 87-88215-46-6

### muzyka wokalna

#### w języku łacińskim
- Magnificat in D, für tromba I-II, principale, tympana, oboe I-II, violino I-II, viola, SATB, basso, organo (Becif.), ISBN 87-88215-48-2
- Magnificat in G, für oboe I-II, violino I-II, viola, SATB, basso, organo (Becif.), ISBN 87-88215-01-6
- Sanctus in F, für corno di caccia I-II, violino I-II, viola, SATB, continuo, organo, ISBN 87-88215-03-2
- Sanctus in G, Für Oboe I-II, violino I-II, viola, SATB, continuo (Becif.), ISBN 87-88215-05-9

#### w języku niemieckim
- Der Engel des Herrn lagerte sich, für tromba I-II, principale, tympani, flauto traverso I-II, oboe I-II, violino I-II, viola, SATB, continuo (Becif.), ISBN 87-88215-07-5
- Der Tod ist verschlungen in, für clarino I-II, tympano, violino I-II, viola, SATB, continuo (Becif.), ISBN 87-88215-09-1
- Die Liebe Gottes ist ausgegossen, für clarino, oboe, violino I-II, viola, SATB, continuo (Becif.), ISBN 87-88215-11-3
- Lobet den Herrn, alle Heiden, für corno I-II, oboe I-II, violino I-II, viola, SATB, continuo (Becif.), ISBN 87-88215-15-6
- So ofte Jesus grosser Nahme, für oboe, calcedone, violino I-II, viola, SATB, organo (Becif.), ISBN 87-88215-17-2
- Wer sich rühmen will, für trombe I-III, tympani, flauto traverso I-II, oboe I-II, violino I-II, viola, SATB, basso, ISBN 87-88215-19-9

#### pasje
- Den døende Jesus, Passionssang von M. Hammer, ISBN 87-88215-25-3
- Der wundervolle Tod des Welterlösers, Oratorium von J.A. Scheibe, ISBN 87-88215-23-7
- Die Auferstehung und Himmelfahrt Jesu, Kantate von K.W. Ramler, ISBN 87-88215-21-0
- Passions-Cantata (Vor Harpe er bleven til Sorrig), Poesien von Johannes Ewald, ISBN 87-88215-29-6
- Sørge-Cantata ved Christi Grav (Herrens Salvede, som var vor Næses Aand), Poesien von Johannes Ewald, ISBN 87-88215-31-8

#### kantaty okolicznościowe
- Der Tempel des Ruhmes, Ein Singgedicht am Tage als I. K. M. Juliana Maria und S. K. M. König Friederich V zu Dänemark dero prächtigen Einzug in Kopenhagen hielten, 11. Oktober 1752, Die Poesie von J. A. Scheibe, ISBN 87-88215-35-0
- Die Patrioten, Ein Singgedicht auf den Geburtstag des Kronprinzens von Dänemark (Christian VII), 1760, Die Poesie von Cramer, ISBN 87-88215-37-7
- I Jesu Navn skal al vor Gerning ske, Copulationsmusik, ISBN 87-88215-39-3
- Sørge- og Klage-Sange over Dronning Lovise (Rinder I Taarer fra bundløse Floder), 1752, Ved G. Schaft, ISBN 87-88215-33-4
- Sørge-Sange over Kong Frederik V (O Skræk! hvad seer jeg her?), Christiansborg Slotskirke 18. März 1766, Poesien von Johannes Ewald, ISBN 87-88215-41-5

#### kantaty kameralne
- Cephalus (Seyd munter, ihr Jäger!), Kantate von Johann Elias Schlegel, Für Tenor solo & cor I-II, violino I-II, viola, basso, ISBN 87-88215-43-1
- Tragische Kantaten für eine oder zwo Singestimmen und das Clavier, Nämlich: des Herrn von Gerstenbergs „Ariadne auf Naxos“, und Johann Elias Schlegels „Prokris und Cephalus“, ISBN 87-88215-45-8